# Víctor Valdés
Víctor Valdés Arribas de La Fiore Gaviria (L'Hospitalet de Llobregat, 14 de janeiro de 1982) é um ex-futebolista espanhol que atuava como goleiro.
Integrou o Barcelona desde os 10 anos de idade, mas nas categorias de base também foi goleiro do Tenerife. Ao conquistar a titularidade na grande estrela da Espanha, foi bem notado, reconhecido pelas boas atuações, foi convocado para defender não só a Seleção Espanhola como uma que está dentro de seu país, a Catalunha, foi o número 1 nesta equipe.
Iniciou a carreira profissional em 2000 pelo Barcelona, clube que o revelou. Foi considerado o sucessor de Santi Cañizares, do qual é admirador confesso. Goleiro muito ágil e de condições físicas impressionantes, destacava-se por sua capacidade de mando e liderança em campo, apesar de sua juventude. Dominava os diferentes aspectos do jogo dos goleiros, tanto no jogo aéreo como no mano a mano. Desde agosto de 2011 é patrocinado pela Penalty, marca brasileira de artigos esportivos.
Como titular no gol do Barça, conquistou seis vezes a La Liga (2004–05, 2005–06, 2008–09, 2009–10, 2010–11), três Liga dos Campeões (2005–06, 2008–09, 2010–11), três Supercopas da Espanha (2005, 2006 e 2009), uma Copa do Rei (2008–09) e duas Copas da Catalunha (2004 e 2005).
Individualmente, foi o ganhador do Troféu Zamora nas temporadas 2004–05, 2008–09, 2009–10 e 2010–11, prêmio concedido ao goleiro menos vazado da Liga. Recebeu sua primeira convocação para a Seleção Espanhola em maio de 2010, sendo chamado para a Copa do Mundo realizada na África do Sul. Valdés foi reserva de Iker Casillas durante todo o torneio, mas pôde fazer parte do elenco campeão do mundo.

## Infância e juventude
Nascido em L'Hospitalet de Llobregat, em Barcelona, na Catalunha, filho de José Manuel Valdés e Arribas Águeda, Víctor iniciou sua carreira nas categorias de base do Barcelona. Em setembro, mudou-se com sua família para Tenerife e teve que deixar o clube, voltando apenas três anos mais tarde. Depois de voltar, fez um rápido progresso através das equipes juvenis.

## Carreira

### Barcelona
Em sua primeira temporada na equipe principal, 2002–03, o então presidente do Barcelona, Roberto Bonano, pediu para o treinador Louis van Gaal dar algumas chances para que Valdés mostrasse o seu potencial.
O goleiro tornou-se titular em definitivo na temporada 2003–04, enquanto na temporada 2004–05 atuou em quase todos os jogos do Barça, ajudando sua equipe a chegar ao seu primeiro título do Campeonato Espanhol em seis anos. Ele também ganhou o Troféu Zamora de melhor goleiro da Espanha.

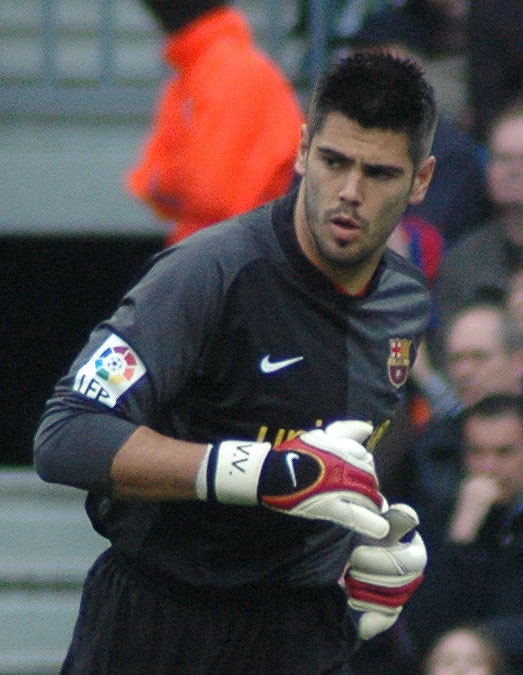
Valdés em uma partida contra o Mallorca, em 2007

Na temporada 2005–06, no jogo mais importante da Liga dos Campeões, Valdés teve papel fundamental para o Barça reconquistar a principal competição europeia. Na final contra o Arsenal, realizada no Stade de France, em Paris, o goleiro defendeu dois chutes a queima-roupa de Thierry Henry, e viu sua equipe vencer por 2 a 1. Suas defesas e a boa atuação arrancaram elogios do técnico Frank Rijkaard. Valdés, porém, ficou em terceiro lugar no Troféu Zamora, depois de Santiago Cañizares e do vencedor, José Manuel Pinto.
No dia 17 de junho de 2007, na última rodada da La Liga, Valdés conquistou um recorde de não ser substituído em todas as 38 partidas do Campeonato Espanhol.
Bateu um recorde no clube de não sofrer nenhum um gol nas competições europeias com uma partida sem sofrer gols contra o Rangers, no dia 7 de novembro de 2007, e ficou sem sofrer um gol por 466 minutos. Valdés perdeu o recorde duas vezes contra o Lyon, pelo gol de Juninho, em um chute de pênalti fora de casa. No dia 1 de abril de 2008, Valdés fez a sua partida de número 250º pelo Barcelona.

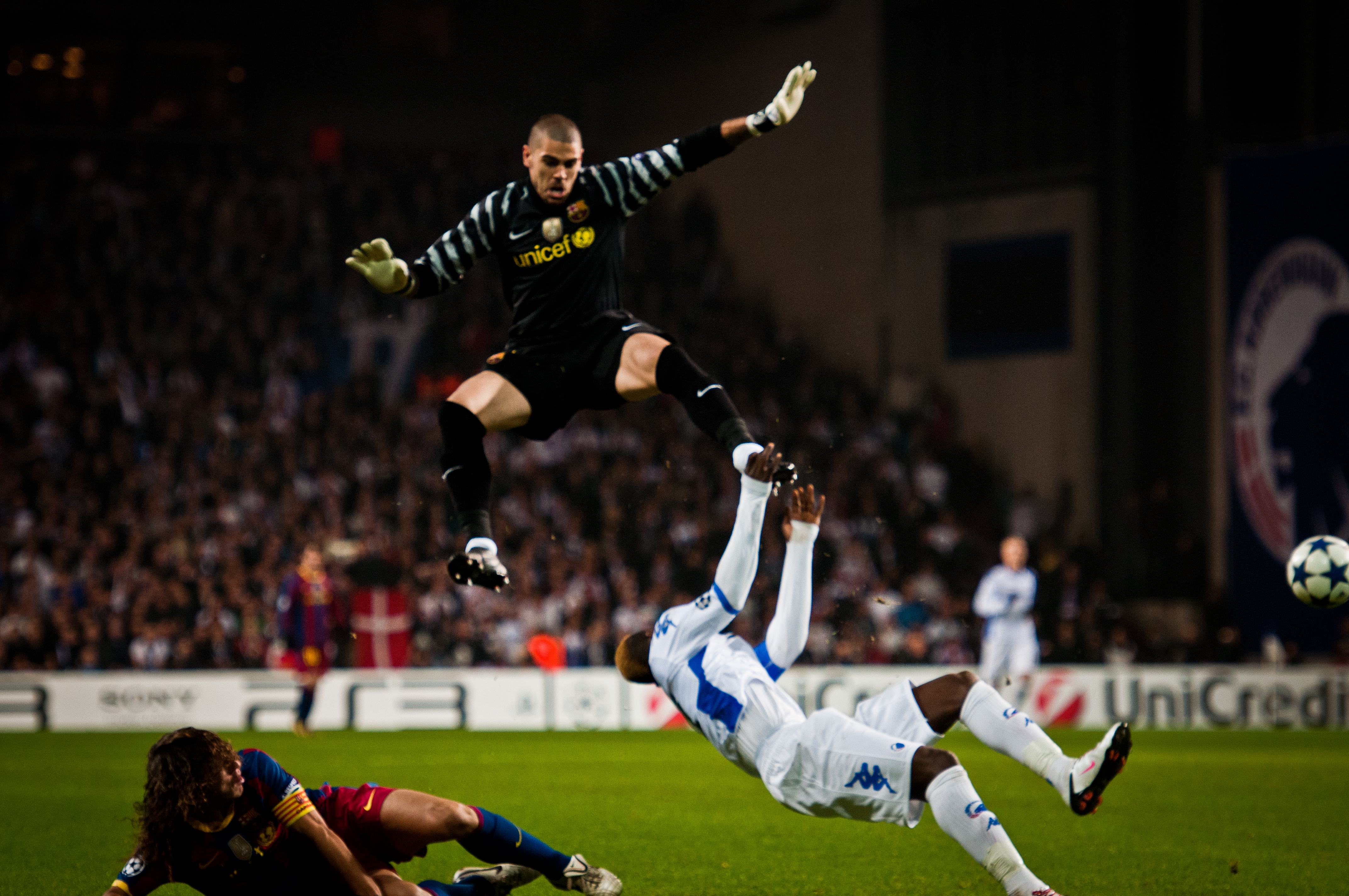
Víctor Valdés pelo Barça em 2010

No dia 27 de maio de 2009, foi titular e teve boa atuação na final da Liga dos Campeões contra o Manchester United, em jogo que o Barcelona venceu por 2 a 0.
Em 16 de maio de 2010, ganhou seu quarto título com o Barcelona, conquistando o segundo título consecutivo do Campeonato Espanhol com Josep Guardiola, terminando a temporada com 99 pontos.
No dia 25 de agosto de 2011, Victor Valdés assinou um contrato de cinco anos com a empresa brasileira de materiais esportivos Penalty. Valdés chegou para ser, se não a maior, uma das maiores contratações da história da marca brasileira. Já no dia 29 de agosto, realizou sua 410ª partida pelo Barcelona e se igualou com Andoni Zubizarreta como goleiro que mais atuou pelo clube.
Em 31 de maio de 2013, anunciou que não renovaria seu contrato e chegou a despedir-se dos membros da equipe do Barcelona, incluindo técnicos e auxiliares, porém permaneceu mais uma temporada até o fim de seu contrato. Sua última partida pelo clube ocorreu no dia 26 de março de 2014, numa vitória por 3 a 0 contra o Celta de Vigo, pela La Liga, quando contundiu-se no joelho direito. Valdés foi operado na Alemanha, ficou afastado dos gramados por seis meses e perdeu a Copa do Mundo realizada no Brasil.

### Manchester United
Após dez meses desde sua última partida, Valdés foi contratado pelo Manchester United no dia 8 de janeiro de 2015, assinando vínculo até junho de 2016. O jogador, no entanto, obteve poucas oportunidades com o treinador Louis van Gaal, especialmente quando recusou-se a atuar pela equipe "B" numa competição de segundo escalão.

### Standard de Liège
Foi emprestado ao Standard de Liège em 24 de janeiro de 2016, fechando contrato até junho. Valdés pouco atuou pelo clube belga, disputando apenas sete partidas.
No dia 29 de abril de 2016, foi devolvido ao Manchester United.[carece de fontes?]

### Middlesbrough
Após rescindir o contrato com o Manchester United, Valdés foi contratado pelo Middlesbrough para jogar a Premier League. A equipe terminou a temporada em 19º lugar e acabou rebaixada para a Championship. Ao final da temporada, o goleiro anunciou sua aposentadoria aos 35 anos.

## Seleção Nacional

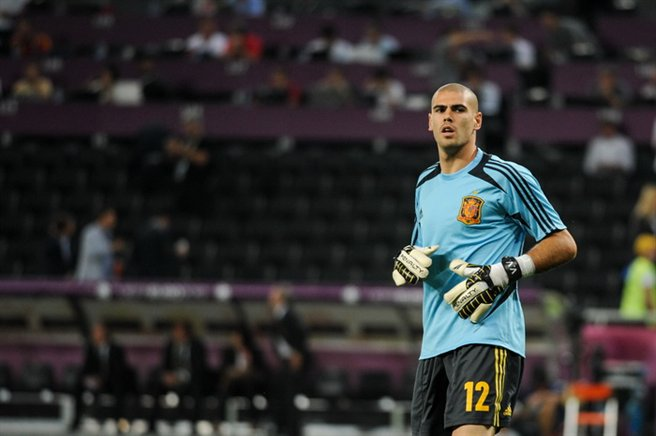
Valdés atuando pela Espanha na Euro 2012

Após representar a Espanha em todas as Seleções de base, Valdés recebeu sua primeira convocação para a Seleção Espanhola principal no dia 16 de agosto de 2005, sendo chamado para um amistoso contra o Uruguai.
Cinco anos depois, em maio de 2010, foi incluído na lista para a Copa do Mundo realizada na África do Sul, sendo chamado como terceiro goleiro da Espanha, atrás de Iker Casillas e Pepe Reina. Utilizou a camisa 12. Valdés fez sua estreia pela  Roja no dia 3 de junho, num amistoso contra a Coreia do Sul no Tivoli-Neu, em Innsbruck, na Áustria. Um mês depois, sagrou-se campeão mundial com a Espanha. Como ficou na reserva do capitão Casillas em todas as partidas, não atuou na Copa do Mundo.

### Estatísticas
| Espanha | Espanha | Espanha |
| Ano     | Jogos   | Gols    |
| ------- | ------- | ------- |
| 2010    | 3       | 0       |
| 2011    | 4       | 0       |
| 2012    | 3       | 0       |
| 2013    | 9       | 0       |
| 2014    | 1       | 0       |
| Total   | 20      | 0       |

## Vida pessoal
Valdés é casado com Yolanda Cardona. No dia 20 de agosto de 2009, Cardona deu à luz o primeiro filho do casal, Dylan Valdés Cardona, em Barcelona.

## Títulos
Barcelona B
- Segunda Divisão B: 2001–02

Barcelona
- Troféu Joan Gamper: 2002, 2003, 2004, 2006, 2007, 2008, 2010, 2011 e 2013
- La Liga: 2004–05, 2005–06, 2008–09, 2009–10, 2010–11 e 2012–13
- Copa do Rei: 2008–09 e 2011–12
- Liga dos Campeões da UEFA: 2005–06, 2008–09 e 2010–11
- Supercopa da Espanha: 2005, 2006, 2009, 2011, 2013
- Supercopa da UEFA: 2009 e 2011
- Mundial de Clubes da FIFA: 2009 e 2011
- Copa Audi: 2011

Standard de Liège
- Copa da Bélgica: 2015–16[28]

Seleção Espanhola
- Copa do Mundo FIFA: 2010
- Eurocopa: 2012

### Prêmios individuais
- Trofeo Zamora: 2004–05, 2008–09, 2009–10, 2010–11 e 2011–12
- Real Ordem do Mérito Esportivo: 2011[29]